# Lê Trung Tông (dynastie Lê antérieure)
Lê Trung Tông, né sous le nom Lê Long Việt  (mort en octobre 1005) est l'empereur du Đại Cồ Việt (ancêtre du Viêt Nam) et dynastie Lê antérieure. Il règne 3 jours en octobre 1005. 